# Сініцин Володимир Володимирович
Володи́мир Володи́мирович Сіні́цин (31 травня 1993, с. Новомиколаївка, Новотроїцький район, Херсонська область, Україна — 1 липня 2017, с-ще Піски, Ясинуватський район, Донецька область, Україна) — солдат Збройних сил України, учасник російсько-української війни.

## Біографія
Народився 1993 року в селі Новомиколаївка на Херсонщині, був єдиним сином у матері. У 2010 році закінчив місцеву школу.
2012 року закінчив Професійно-морський ліцей Херсонської державної морської академії. 9 січня 2014 року вступив на військову службу за контрактом.
З початком російської збройної агресії проти України відповідно до розпорядження командувача Оперативного командування «Південь» від 24.09.2014 року виконував завдання на території проведення антитерористичній операції. Брав участь у боях за Савур-могилу, захищав Амвросіївку, Степанівку, Маринівку. Під час оборони Мар'їнки дістав поранення та контузію, після лікування повернувся на фронт. Ніс службу у місті Щастя.
Солдат, старший стрілець 34-го окремого мотопіхотного батальйону «Батьківщина» 57-ї окремої мотопіхотної бригади, військова частина А4395.
1 липня 2017 року близько 17:40 загинув внаслідок підриву на міні з «розтяжкою» під час виконання робіт з інженерного обладнання на взводному опорному пункті поблизу селища Піски Ясинуватського району. Разом із Володимиром загинув командир відділення старший сержант Сергій Дятченко.
Похований 4 липня на кладовищі села Новомиколаївка.
Залишилась мати, Любов Олександрівна Левченко. Нагороджена відзнакою ВО «Країна» — «Орден матері бійця АТО».

## Нагороди та відзнаки
- Указом Президента України № 12/2018 від 22 січня 2018 року, за особисту мужність і самовіддані дії, виявлені у захисті державного суверенітету та територіальної цілісності України, зразкове виконання військового обов'язку, нагороджений орденом «За мужність» III ступеня (посмертно)[3][4].

## Вшанування пам'яті
9 листопада 2017 року в Новомиколаївському НВК Новотроїцького району відбулося урочисте відкриття меморіальної дошки загиблому на війні Володимиру Сініцину.
15 листопада 2018 року на фасаді Професійно-морського ліцею ХДМА в Херсоні відкрили меморіальну дошку випускникові закладу освіти.